# Sèrie (estratigrafia)
| Correspondència entre unitats geocronològiques i cronoestratigràfiques |                                        |
| Geocronològiques (temps)                                               | Cronoestratigràfiques (cossos de roca) |
| Eó                                                                     | Eonotema                               |
| Era                                                                    | Eratema                                |
| Període                                                                | Sistema                                |
| Època                                                                  | Sèrie                                  |
| Edat                                                                   | Estatge                                |
| Cron                                                                   | Cronozona                              |

Les sèries en estratigrafia són subdivisions de capes de roques (estrats) fetes basant-se en les edats de les roques i que es corresponen amb la unitat de sistema de datació anomenat una època; tots dos s'han definit formalment per convencions internacionals de l'escala de temps geològica. Una sèrie és, per tant, una seqüència de les deposicions de roques que defineixen una unitat cronoestratigràfica. Les sèries són subdivisions de sistemes i, al seu torn, es divideixen en estatges (en anglès: stages).
La sèrie és un terme que defineix una unitat de capes de roques formades en un cert interval de temps; equival al terme època geològica, els criteris d'època que defineixen el mateix interval de temps, malgrat que en la bibliografia informal les dues paraules de vegades es confonen.

## Sèries en l'escala de temps geològica
L'escala de temps geològic té tot els sistemes en el Fanerozoic eonotem subdividits en sèries. Alguns en tenen els seus propis noms; en altres casos, és simplement un sistema dividit en una sèrie inferior, mitjana i superior. El Cretaci està dividit en, per exemple, les sèries del Cretaci superior i el Cretaci inferior, mentre que el Carbonífer es divideix en les sèries del pennsylvanià i mississipianià. El 2008, la Comissió Internacional d'Estratigrafia encara no havia anomenat les quatre sèries del Cambrià. Actualment la sèrie es limita al Fanerozoic, però l'ICS ha manifestat la seva intenció de subdividir els tres sistemes del Neoproterozoic (ediacarià, criogenià i tonià) en estadis també.

## Sistemes i litoestratigrafia
Els sistemes poden incloure moltes unitats litostratigràfiques unides (per exemple, formació, capes, membres, etc.) de diferents tipus de roques dipositades en diferents ambients al mateix temps. De la mateixa manera, una unitat litostratigràfica pot incloure un gran nombre de sistemes o parts d'aquest.